# Konzertzeichnung
Konzertzeichnung (englisch stagging) ist auf dem Aktien- oder Rentenmarkt ein Verhalten von Anlegern bei der Emission von Aktien und Anleihen, wonach eine erwartete Überzeichnung zu einer Repartierung führen könnte und deshalb die Anleger mehr Wertpapiere zeichnen als ihrem Bedarf entspricht.

## Allgemeines
Häufig kann von einem Herdenverhalten ausgegangen werden, weil den Marktteilnehmern die Knappheit des Angebots bekannt ist. Dabei gehen die Anleger davon aus, dass ihnen durch die Repartierung genau die Aktien oder Anleihen zugeteilt werden, die ihrem wirklichen Bedarf entsprechen. Konzertzeichnungen bewirken einen Nachfrageüberhang durch Überzeichnung, der nur durch Repartierung zum Ausgleich kommen kann. Sie ist eine Teilzuteilung, bei der das vorhandene geringere Angebot auf die höheren Kaufaufträge verteilt wird und umgekehrt.

## Anwendung
Beträgt die Gesamtnachfrage nach einer Aktie beispielsweise 400 Stück, das vorhandene Angebot jedoch nur 200 Stück, so wird die Gesamtnachfrage zu 50 % auf 200 Stück repartiert. Dies hat zur Folge, dass ein einzelner Wertpapierkauf von 30 Stück nur 15 Stück zugeteilt bekommt, was ein Konzertzeichner möglicherweise als wirklichen Bedarf gehabt hätte. 
Eine Sperrfrist soll die Spekulation vor allem durch Konzertzeichner verhindern, die an schnellen Gewinnmitnahmen interessiert sind. Denn häufig werden die Emissionskurse durch die Emittenten so festgesetzt, dass kurzfristig steigende Börsenkurse erwartet werden können.

## Wirtschaftliche Aspekte
Anleger könnten zur Zeichnung eines höheren Nennwerts oder einer höheren Stückzahl veranlasst sein, weil sie eine beschränkte Zuteilung befürchten. Konzertzeichner im engeren Sinne sind diejenigen, die nicht an der Kapitalanlage, sondern lediglich an Kursgewinnen interessiert sind. Sie heißen in den Niederlanden treffend „Aufgeldjäger“ (niederländisch agiojagers).